# Notre Dame SC
Notre Dame SC è una squadra di calcio professionistica delle Barbados con sede nella zona sud di Bridgetown, nella comunità di Bayville, nella parrocchia di Saint Michael.
Il Notre Dame SC è il secondo club di maggior successo nella storia del calcio di Barbados, avendo vinto 9 campionati e 6 coppe nazionali. Giocano le partite casalinghe a Bayville sul Bay Pasture, nella seconda divisione di Barbados, la Division One.

## Palmares
- Barbados Premier Division
  - 1997, 1998, 1999, 2000, 2002, 2004, 2005, 2008, 2010
- Barbados FA Cup
  - 1982, 1997, 2001, 2004, 2008, 2010